# Johann Jakob Astor

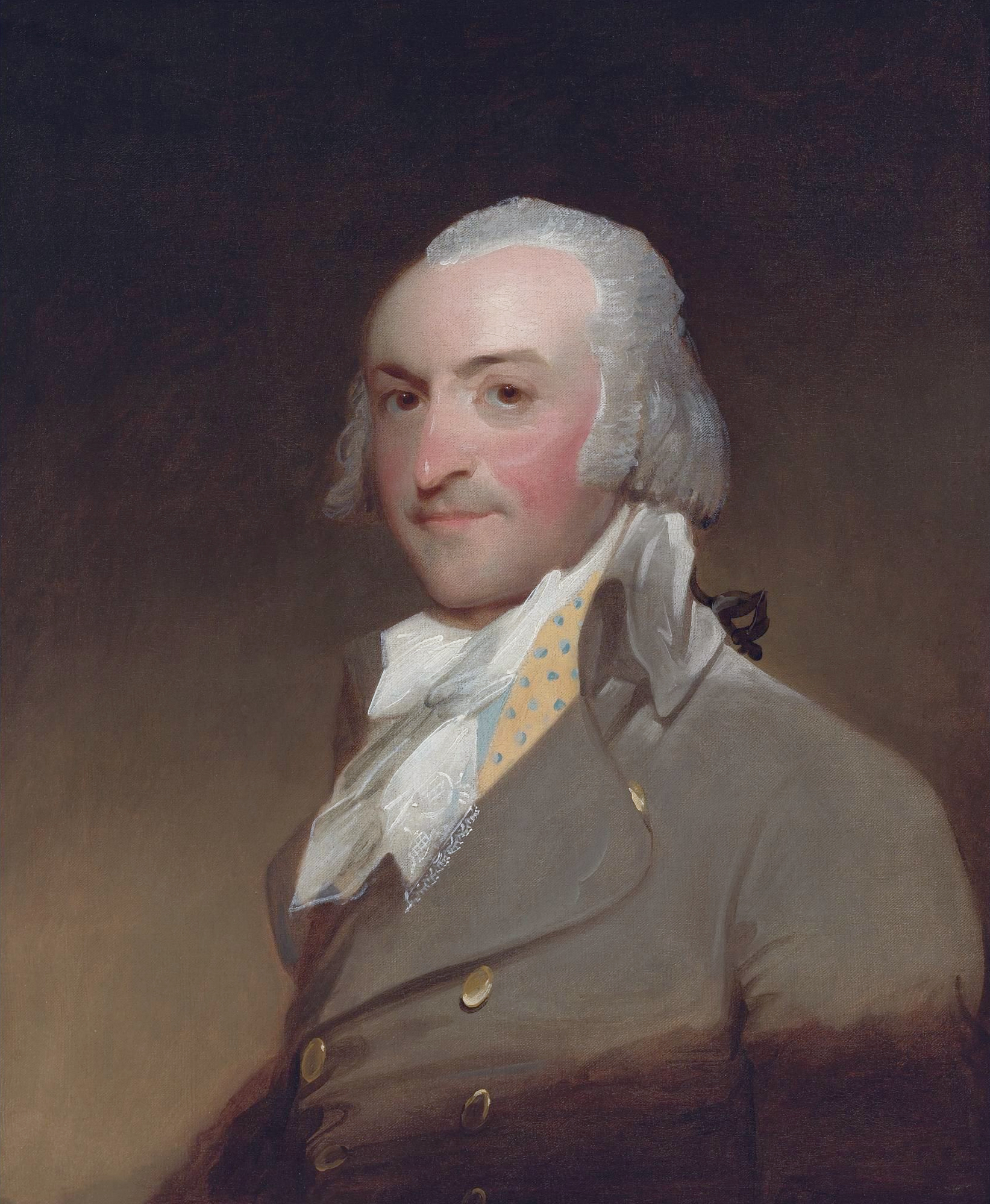
Johann Jakob Astor, Detail eines Ölgemäldes von Gilbert Stuart, 1794

Johann Jakob Astor (* 17. Juli 1763 in Walldorf, Kurpfalz; † 29. März 1848 in New York City, Vereinigte Staaten), englisch John Jacob Astor, war ein deutschamerikanischer Unternehmer. Der deutsche Emigrant wurde in den USA vor allem durch Pelzhandel und Immobilien der reichste Mann seiner Zeit und der erste Multimillionär Amerikas. Er hinterließ ein Vermögen von 20 Millionen Dollar, zwei Hotels, ein Theater, zahlreiche Immobilien und eine Vielzahl von Aktien.

## Herkunft und Aufstieg
Astors Vorfahren waren waldensische Glaubensflüchtlinge aus Savoyen in Italien, die sich in der Kurpfalz, südlich von Heidelberg, niedergelassen hatten. Sein gleichnamiger Vater (* 7. Juli 1724; † 18. April 1816) war Dorfmetzger in Walldorf, zweimal verheiratet und sehr arm, da seine Tätigkeit nicht genügend Geld für sich und seine Kinder aus beiden Ehen erbrachte. Johann Jakob jun. war das sechste von zwölf Kindern. Seine Mutter Maria Magdalena vom Berg (* 20. Juli 1730; † 1. Mai 1764) starb früh; Johann Jakob wurde von der Stiefmutter Christina Barbara Seibold (* 20. Februar 1742; † 15. November 1809) erzogen.
Astor wuchs in diesem bescheidenen Umfeld auf. Bereits mit 16 Jahren verließ er seinen Geburtsort, wie auch seine drei älteren Brüder, Georg Peter Astor, Henry Astor (* 1754) und John Melchior Astor (* 1759), die sich als Soldaten und Handwerker ins Ausland aufmachten, um den unbefriedigenden Verhältnissen zu entkommen. Zunächst blieb er in London bei seinem Bruder Georg Peter Astor, der dort Holzblasinstrumente und Klaviere fertigte. Außerdem betrieb dieser Bruder einen Musikalienverlag. Johann Jakob verbrachte drei Jahre als Lehrling in der Firma Broadwood & Sohn. Das dort verdiente Geld sparte er, um nach Nordamerika auszuwandern.
Im November 1783 schiffte er sich auf der North Carolina in England ein. Die Atlantiküberquerung verzögerte sich durch Stürme um vier Monate. In Sichtweite der Ostküste der Vereinigten Staaten fror das Schiff im Packeis ein. Astor ging über das Eis, erreichte am 24. März 1784 in der Nähe von Baltimore (Maryland) die Küste und im Frühling 1784 New York. 
In New York lebte bereits sein Bruder Heinrich (Henry) Astor (* 9. Januar 1754; † 25. April 1833), von Beruf Metzger. Johann Jakob Astor nutzte seine Londoner Erfahrungen: Er baute einen Musikalienhandel auf und importierte Instrumente.
1785 begann er, sich mit dem Pelzhandel zu beschäftigen, der damals von den britisch-kanadischen Unternehmen Hudson’s Bay Company und North West Company beherrscht wurde. Zentrum des nordamerikanischen Pelzhandels war Montreal (Kanada). Von hier mussten die Pelze wegen des britischen Zollsystems nach London verschifft werden, bevor sie in andere Länder wie in die USA importiert werden durften. Davor schreckten viele amerikanische Kaufleute zurück. Johann Jakob Astor hatte durch seinen Instrumentenimport erste Erfahrungen im Transatlantikhandel erworben. Er verbrachte ab 1787 jedes Jahr den Sommer in Montreal, kaufte Felle, ließ sie über London nach New York bringen und wurde bald zum bedeutendsten Pelzhändler der USA.
Astor war Freimaurer und eines der ersten Mitglieder der Holland Lodge No. 8 in New York City. 1788 wurde er dort Meister vom Stuhl.
In den 1820er Jahren bereiste Astor dreimal (Juni 1819 bis April 1822, Juni 1823 bis April 1826, Juni 1832 bis April 1834) Europa. Ob er dabei seine Heimatstadt Walldorf besuchte, ist bis heute nicht belegt.

## Pelzhandel

Mutmaßliches Aussehen des Fort Astoria um 1811 (Darstellung um 1903)

Astor heiratete am 19. September 1785 die Amerikanerin Sarah Todd, deren Vorfahren aus Schottland stammten. Todd brachte 300 Dollar in die Ehe. Dadurch kam Astor zu Geld, mit dem er sein Pelzgeschäft auf eine breitere Basis stellen konnte. Dabei kamen ihm politische Umstände zugute: Ein 1796 zwischen den USA und Großbritannien geschlossener Vertrag legte die Handelsgebiete für Pelze zwischen beiden Staaten fest. Das führte dazu, dass die franko-kanadischen Pelzhändler ihre Position in den Vereinigten Staaten räumen mussten. Astor gelang es, diese Lücke zu füllen. Die Konkurrenz gegenüber den staatlichen Pelzhandelsstationen, die mit den Indianern als Gegenleistung für Pelze zivile Güter, wie Pflüge, tauschte, schaltete Astor aus, indem er stattdessen Waffen lieferte. Den Verkauf von Alkohol lehnte er ab, weil betrunkene Indianer keine guten Jäger waren. Allerdings berichtete Andrew S. Hughes im Oktober 1831 an Kriegsminister Lewis Cass u. a. „über betrüblichen Einfluss der Agenten der American Fur Company“ und weiter: „Ich habe erfahren, es besteht nur wenig Zweifel darüber, dass dieses Jahr ein Reingewinn von mehr als 50.000 Dollar durch den Verkauf von Whisky an die Indianer am Missouri erzielt worden ist“. 
Astor war auch bei der Vermarktung der Pelze der staatlichen Konkurrenz überlegen. Während diese die Güter in den USA verkaufte, bediente Astor den Weltmarkt. Er weitete seine Geschäftstätigkeit immer weiter aus. Fälschlicherweise wurde häufig angenommen, dass Astor die Erlaubnis erwerben konnte, seine Waren in den Niederlassungen der Ostindienkompanie abzusetzen. Eine entsprechende Erlaubnis hätte nur vor dem Amerikanischen Unabhängigkeitskrieg Sinn ergeben. Nun, als Kaufmann der Vereinigten Staaten, benötigte er dies nicht mehr. Er verfolgte mit Interesse die ersten amerikanischen Handelsbemühungen mit dem chinesischen Kanton und stieg um 1800 mit großem Gewinn selbst in den Handel mit China ein.

„Astoria“ in Oregon. Hier gründet John Jacob Astor 1811 eine Handelsniederlassung

1808 gründete er mit der Unterstützung des dritten amerikanischen Präsidenten, Thomas Jefferson, die amerikanische Pelzgesellschaft American Fur Company. Drei große Niederlassungen im Inneren des Landes (in St. Louis, Detroit und Mackinac) waren ihre Zentralen. Wichtig erschien in dieser Zeit eine Verbindung mit der Westküste der USA. Astor setzte dabei auf den Schiffsweg um Kap Hoorn. Sein Schiff Tonquin sollte Südamerika umrunden und von der Westküste aus eine Landverbindung zum Columbia River suchen. Zu diesem Zweck wurde 1810 die Pacific Fur Company gegründet. Die von Astor bezahlte Expedition erreichte 1811 als erste den Columbia River und gründete die Siedlung Astoria. Der Versuch, Astoria zum Zentrum eines weitgespannten Handelsnetzes zwischen Asien, den USA und Europa zu machen, scheiterte an den Entfernungen, an den Angriffen von Indianern und am Britisch-Amerikanischen Krieg von 1812. 
Astors Agenten verkauften die Niederlassung Astoria unter Zwang und gegen den Willen Astors am 12. Dezember 1813 an die Engländer, die mit einem Kriegsschiff vor der Küste lagen. Auch während des Krieges machte Astor weiterhin gute Geschäfte. Durch seine Beziehungen zu hohen Regierungsbeamten gelang es ihm, unter anderem nach der Ausschaltung des kanadischen Pelzhandels auf dem Gebiet der USA, die Kontrolle über die Handelsgebiete der North West Company auf dem Gebiet der Vereinigten Staaten zu erhalten. Vor allem im oberen Tal des Mississippi dominierte Astor nach Ausschaltung der Konkurrenten den Pelzhandel. Von dort aus erweiterte er seine Aktivitäten bis zum Missouri. Wenig erfolgreich war für ihn der Konkurrenzkampf mit der Rocky Mountain Fur Company. Hinzu kam, dass sich seit den 1820er Jahren der modische Zeitgeschmack änderte, insbesondere mit der Abkehr von Hüten aus Biberhaar hin zu Seidenhüten. Astor begann sich aus dem Pelzhandel zurückzuziehen. Im Jahr 1834 löste er sich endgültig mit dem Verkauf der American Fur Company aus seinem ursprünglichen Geschäftsfeld und widmete sich nur noch der Boden- und Landspekulation.

## Immobilienbesitz
Schon während er im großen Rahmen Pelzhandel betrieb, hatte Astor planmäßig Land in der Nähe von Manhattan erworben. Spätestens fünf Jahre nach seiner Ankunft in New York erwarb Astor am 17. Mai 1789 von seinem Bruder Henry zwei Grundstücke an der Bowery Lane, Ecke Elizabeth Street für je 625 Dollar. Und in den Jahren 1789 bis 1791 hatte er fünf Grundstücke erworben, war allerdings bis 1800 in der Hoffnung auf hohen Wiederverkaufswert mehr interessiert an Ländereien in Lower Canada und New York State. Nach seinem Ausstieg aus dem Pelzhandel investierte er noch stärker in Immobilien im damaligen Umland von New York-Stadt. Astor setzte zu Recht auf das Wachstum der Stadt. Tatsächlich setzte ein Bevölkerungsboom ein und seine Immobilien waren ein Vielfaches dessen wert, wofür er sie zuvor erstanden hatte. In der Innenstadt bot er an, mit Hypothekenangeboten einzuspringen, wenn irgendein New Yorker Unternehmen in finanziellen Schwierigkeiten war. Konnte dieses Unternehmen nicht zahlen, so fiel das Grundstück für einen Bruchteil des tatsächlichen Wertes an ihn. Er baute selbst kaum Gebäude, sondern verpachtete die Grundstücke an Bauherren, meist für einen Zeitraum von einundzwanzig Jahren. Danach fiel das Grundstück mitsamt Gebäude zurück in seinen Besitz.

## Stiftungen und Nachlass

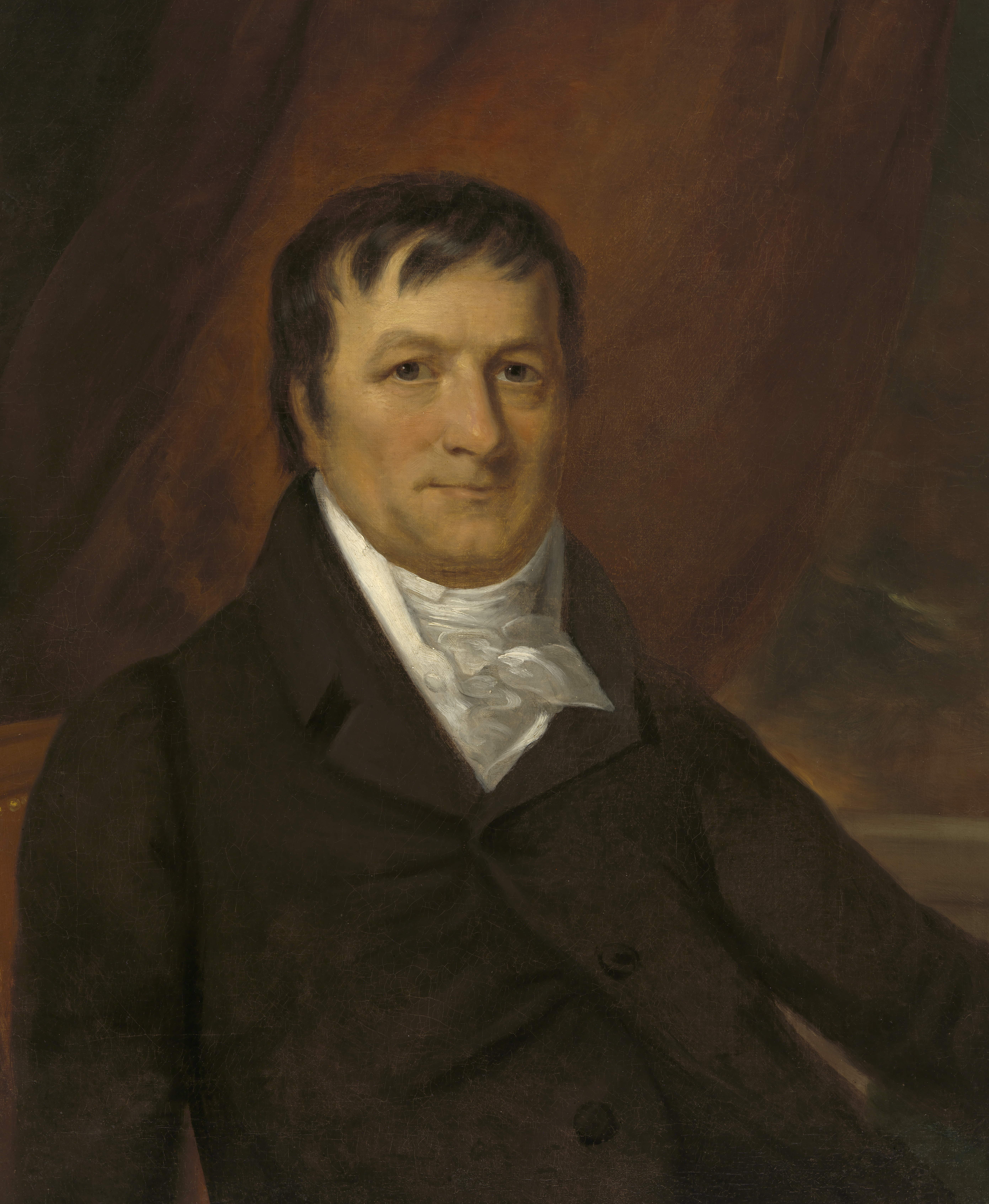
Johann Jakob Astor um 1825, Portrait von John Wesley Jarvis

Astor war zweifellos ein begabter Unternehmer, er war aber auch machtbesessen und schreckte auch vor moralisch eher zweifelhaften Geschäftspraktiken wie seinem Opiumhandel mit China etwa zwischen 1808 und 1818 nicht zurück. Auf der anderen Seite hat er viel Geld für wohltätige Zwecke aufgewendet. Allein 400.000 Dollar flossen an die Astorbibliothek, die später in der New York Public Library aufging. 25.000 Dollar gingen an die Deutsche Gesellschaft der Stadt New York, deren Vorsitz Astor in den Jahren 1837–1841 hatte. Die Gesellschaft diente als Dachorganisation der Deutschamerikaner in New York und sollte die Einwanderung aus Deutschland erleichtern.
Astor starb am 29. März 1848. Ein Korrektureintrag in der Allgemeinen Deutschen Biographie nennt fälschlicherweise den 30. März 1848 als Todestag; Michael Rehs gibt in Wurzeln in fremder Erde ebenfalls fälschlicherweise als Todestag den 20. März 1848 an. Sämtliche amerikanischen Tageszeitungen nennen jedoch den 29. März 1848 gegen 9 Uhr früh als Sterbedatum. Astor hinterließ die damals unvorstellbare Geldsumme von 20 Millionen Dollar. Sein Gesamtbesitz (inkl. Aktien und anderer Vermögenswerte) betrug umgerechnet auf heute (Stand 2012) ca. 110 Milliarden US-Dollar. 50.000 Dollar gingen an seinen Heimatort Walldorf für den Bau eines Erziehungs- und Altersheims, das am 9. Juli 1854 eingeweihte Astorhaus. Weitere 30.000 Dollar waren für die Stiftung einer Professur für deutsche Literatur an der Columbia University vorgesehen. Doch aufgrund von Unstimmigkeiten mit der Universitätsspitze strich Astor den Passus wieder aus seinem Testament. Darüber hinaus unterstützte er mehrere Organisationen, die Witwen, Waisen, Kranken und flutgeschädigten Menschen halfen.

## Familie
Astor hatte folgende Kinder:
- Magdalena (1788–1832)
- Sarah (1790–1791)
- John Jacob Astor II (1791–1879)
- William Backhouse Astor senior (1792–1875)
- Dorothee (1795–1853)
- Henry (1797–1799)
- Eliza (1801–1838) ⚭ Vincent Rumpff
- ein bei Geburt verstorbener, ungetaufter Sohn (1802)

Astor war der Begründer der Astor-Familie, auf die unter anderem das Waldorf-Astoria-Hotel, eine Kosmetikkette sowie einige Städtenamen in den USA wie zum Beispiel der von Astor in Florida zu Ehren von Astors Enkel William Backhouse Astor junior (1830–1892), der seiner Siedlung anfangs den Namen Manhattan gab, oder Astoria in Oregon, dem 1811 von Astors See-Expedition gegründeten Pelzhandelsposten, zurückgehen. Auch der New Yorker Stadtteil Astoria ist nach Astor benannt.

## Grabstätte
Astor ist auf dem Friedhof der Trinity Church in New York City (Manhattan) begraben.

## Ehrungen

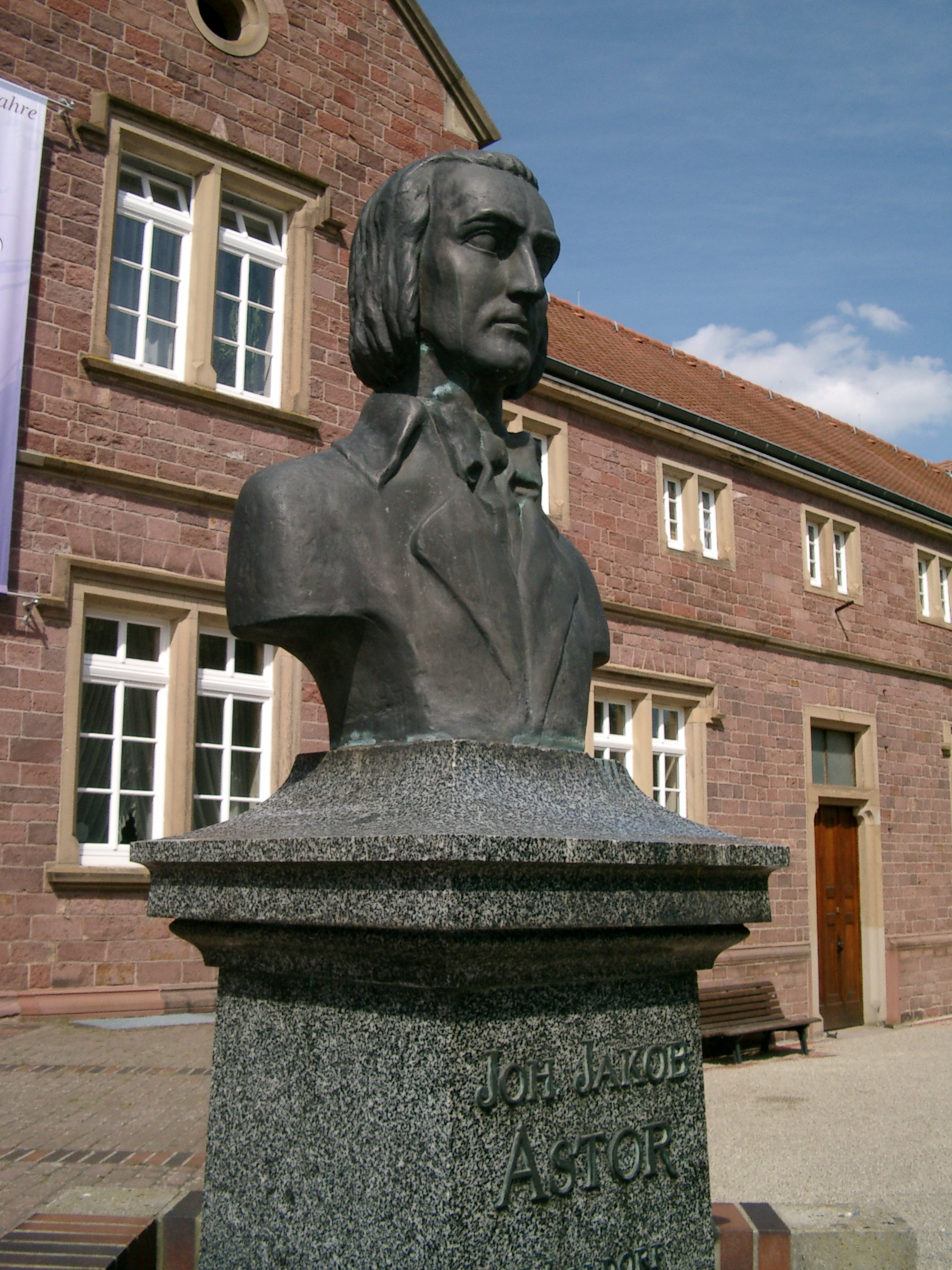
Johann-Jakob-Astor-Statue vor dem Astorhaus in Walldorf

Seine Heimatstadt Walldorf ließ ihm durch Heinrich Bauser ein Denkmal errichten, das 1898 eingeweiht wurde. Die von Heinrich Bauser geschaffene Büste wurde 1943 im Rahmen der „Aktion Metallgewinnung“ entfernt. Am Marktplatz wurde zum 100. Todestag Astors eine neue Büste enthüllt, diese wurde vom Bildhauer Helmut Werner entworfen und später im Astor-Garten ausgestellt.

### Biographien
- Alexander Ross: Adventures of the first settlers on the Oregon or Columbia River: being a narrative of the expedition fitted out by John Jacob Astor to establish the Pacific Fur Company; with an account of some Indian tribes on the coast of the Pacific. Smith, Elder and Co., London 1849.
- James Parton: Life of John Jacob Astor. To which is appended a copy of his last will. The American news company, New York 1865.
- John Jacob Astor. In: Mitchell C. Harrison: New York State's prominent and progressive men. An encyclopaedia of contemporaneous biography. Bd. 1. New York Tribune, 1900, S. 12.
- Elizabeth L. Gebhard: The life and ventures of the original John Jacob Astor. Bryan printing company Hudson, New York 1915.
- Anna Youngman: The Fortune of John Jacob Astor I. The Fur Trade and Foreign Shipping. In: The Journal of Political Economy. Band 16, 1. Juni 1908.
- Anna Youngman: The Fortune of John Jacob Astor II. Investments in real estate. In: The Journal of Political Economy. Band 16, 1. Juli 1908.
- Anna Youngman: The Fortune of John Jacob Astor III. Conclusion. In: The Journal of Political Economy. Band 16, 1. Oktober 1908.
- Herbert C. Ebeling: Johann Jakob Astor. Ein Lebensbild. Astor-Stiftung, Walldorf 1998, ISBN 3-00-003749-7.
- Herbert C. Ebeling: Johann Jacob Astor 1763–1848. Tod und Testament. DAF/Astor-Stiftung, Walldorf 2005.
- Alexander Emmerich: John Jacob Astor. Der erfolgreichste deutsche Auswanderer. Theiss, Stuttgart 2009, ISBN 978-3-8062-2265-4.
- John D. Haeger: John Jacob Astor. Business and finance in the early republic. Wayne State University Press, Detroit 1991, ISBN 0-8143-1876-2 (englisch).
- Wilhelm Oertel von Horn: Johann Jacob Astor. Ein Lebensbild. Aus dem Volke, für das Volk und seine Jugend. Hrsg.: Herbert C. Ebeling. Astor-Stiftung, Walldorf 2004, ISBN 3-00-014021-2.
- Axel Madsen: John Jacob Astor. America’s first multimillionaire. Wiley, New York 2001, ISBN 0-471-38503-4 (englisch).

### Lexikonartikel und Artikel in biographischen Sammelwerken
- Astor, John Jacob. In: Allen Johnson (Hrsg.): Dictionary of American Biography. Bd. 1. C. Scribner’s Sons, New York 1943, S. 397 ff. (s. auch die Artikel zu anderen Familienmitgliedern)
- Alexander Emmerich: John Jacob Astor. In: Thomas Adam (Hrsg.): Germany and the Americas. Culture, Politics, and History. ABC-Clio, Santa Barbara 2005, ISBN 1-85109-628-0, S. 105 ff. (englisch).
- Herbert Hartkopf: Trapper, Scouts & Pioniere aus der Kurpfalz. Verlag Regionalkultur, Ubstadt-Weiher 2009, ISBN 978-3-89735-601-6, S. 77 ff.
- Friedrich von Weech: Astor, Johann Jakob. In: Allgemeine Deutsche Biographie (ADB). Band 1, Duncker & Humblot, Leipzig 1875, S. 628 f.
- Otto Graf zu Stolberg-Wernigerode: Astor, Johann Jakob. In: Neue Deutsche Biographie (NDB). Band 1, Duncker & Humblot, Berlin 1953, ISBN 3-428-00182-6, S. 423 f. (Digitalisat).
- Michael Rehs: Der Kaufmann: Johann Jakob Astor. In: Wurzeln in fremder Erde. Zur Geschichte der südwestdeutschen Auswanderung nach Amerika. DRW-Verlag, Stuttgart 1984, ISBN 3-87181-231-5, S. 109 f.
- John Jacob Astor. In: Die erfolgreichsten Unternehmer. A–K. Campus, Frankfurt am Main 2005, ISBN 3-593-37819-1, S. 17–23.
- Gustavus Myers: Das große Geld. Die Geschichte der amerikanischen Vermögen. Greno, Nördlingen 1987, ISBN 3-89190-806-7.
- W.: Johann Jacob Astor. In: Friedrich von Weech (Hrsg.): Badische Biographien. Bd. 1, Friedrich Bassermann, Heidelberg 1875, S. 13f. (Digitalisat).

### Fiktionale Literatur
- Katja Doubek: Die Astors. Glanz und Elend einer legendären Gelddynastie. Piper, München 2008, ISBN 978-3-492-05098-2.
- Washington Irving: Astoria oder die Geschichte einer Handelsexpedition jenseits der Rocky Mountains. Stuttgart/Tübingen 1838 (Digitalisat in der Google-Buchsuche [abgerufen am 21. Dezember 2010] Original 1836).
- Washington Irving: Astoria. Echo Library, 2007, ISBN 978-1-4068-3804-6 (englisch).

### TV-Dokumentation
- John Jacob Astor. Der reichste Mann Amerikas. Teil der Reihe: Vom Pionier zum Millionär. arte/ndr, 18. Februar 2010[16]

### Film
in dem 1941 veröffentlichten  Spielfilm This Woman Is Mine wird Astor von Sig Ruman gespielt.